# 국도 제23호선 (핀란드)
국도 제23호선(Vt 23, 핀란드어: Valtatie 23, 스웨덴어: Riksväg 23)은 포리와 요엔수를 이어주는 핀란드의 일반 국도로, 총 연장은 517 km이다. 그리고 이 도로는 동서로 향하고 있는 형태를 이루고 있다.

## 같이 보기
- 국도 제13호선 (핀란드)